# Sirvār
Sirvār är en ort i Indien.   Den ligger i distriktet Raichur och delstaten Karnataka, i den södra delen av landet, 1 400 km söder om huvudstaden New Delhi. Sirvār ligger 418 meter över havet och antalet invånare är 15 975.
Terrängen runt Sirvār är platt. Runt Sirvār är det ganska tätbefolkat, med 199 invånare per kvadratkilometer. Sirvār är det största samhället i trakten. Trakten runt Sirvār består till största delen av jordbruksmark.